# Sociétés d'économie mixte de Paris
Sociétés d'économie mixte de Paris (česky Pařížské smíšené ekonomické společnosti) je ekonomický subjekt založený a spravovaný městem Paříží, ve kterém je zahrnuto 19 společností, jejichž akcionářem či majitelem je město Paříž, a které převážně spravují městské nemovitosti. 16 společností je výhradně městských, jedna je departemální a dvě jsou státní. Jejich souhrnný obrat v roce 2001 tvořil čtvrtinu rozpočtu města Paříže. Společnosti mají přes 4 000 zaměstnanců a spravují mj. přes 90 000 nájemních bytů.

## Seznam společností

### Městské hospodářství
- SEMPARISEINE vznikla v roce 2007 sloučením společností SEMEA 15 (Société d’économie mixte d’équipement et d’aménagement du XVe arrondissement)[1] neboli Smíšená ekonomická společnost pro vybavení a zařízení 15. obvodu a SEM Paris-centre (Société d’économie mixte Paris-Centre) neboli Smíšená ekonomická společnost Paříž-střed: zajišťuje pronájem sociálních bytů v prvních čtyřech městských obvodech, správu obchodního centra Forum des Halles v 1. obvodu, správu obytné čtvrti Front-de-Seine v 15. obvodu a další stavební operace v 8., 14. a 20. obvodu.[2]
- SEMAVIP (Société d’économie mixte d’équipement et d’aménagement de la Ville de Paris) neboli Smíšená ekonomická společnost pro vybavení a zařízení města Paříže: vypracovává studie, realizuje a dohlíží na stavební projekty o rozloze větší než 300 ha.[3]
- SEMAPA (Société d’économie mixte Paris Rive Gauche) neboli Smíšená ekonomická společnost Paříž Levý břeh: zabývá se realizací rozsáhlé urbanistické operace Paris Rive Gauche ve 13. obvodu.[4]
- SEMAEST (Société d’économie mixte d’aménagement de l’Est parisien) neboli Smíšená ekonomická společnost pro zařízení východní Paříže: spravuje městská zařízení ve 12. obvodu.[5]

### Správa nemovitostí
- RIVP (Régie immobilière de la Ville de Paris) neboli Správa nemovitostí města Paříže: byla založena v roce 1923 pro správu nájemních bytů postavených na místě bývalých městských hradeb.[6]
- SGIM (Société de gérance d’immeubles municipaux) neboli Správní společnost městských nemovitostí: výstavba správa a údržba městských nemovitostí.[7]
- SAGI (Société anonyme de gestion immobilière) neboli Akciová společnost správy nemovitostí: vznikla v roce 1930 pro postavení nájemních bytů v prostoru bývalých městských hradeb. Spravovala 35 000 městských bytů. Rozhodnutím pařížského starosty Bertranda Delanoë byla společnost částečně rozdělena. Správa většiny bytů byla převedena na společnost RIVP, takže dnes spravuje 5500 bytů a 125 000 m2 prostor určených k veřejným aktivitám.
- SGJA (Société de gérance Jeanne d’Arc) neboli Správní společnost Johanky z Arku: zajišťuje plnění všech ostatních smluv týkajících se podniků města Paříže a sociálních objektů.
- SEMIDEP (Société anonyme d’économie mixte immobilière interdépartementale de la région parisienne) neboli Akciová smíšená ekonomická mezidepartemantální společnost nemovitostí pařížského regionu: správa, výstavba a rekonstrukce nájemních budov.[8]
- SIEMP (Société immobilière d’économie mixte de la Ville de Paris) neboli Smíšená ekonomická společnost nemovitostí města Paříže: založena roku 1956 pro správu a údržbu nemovitostí města Paříže. Realizuje výstavbu nových budov.[9]

### Služby
- SAEMES (Société anonyme d’économie mixte d’exploitation du stationnement de la Ville de Paris) neboli Akciová smíšená ekonomická společnost provozu parkovišť města Paříže: vytváří a provozuje parkoviště a veřejné garáže.[10]
- CPCU (Compagnie parisienne de chauffage urbain) neboli Pařížská společnost městského vytápění: zabývá se produkcí a rozvodem tepla a teplé vody.[11]
- SOGARIS (Société anonyme d’économie mixte de la gare routière de Rungis) neboli Akciová smíšená ekonomická společnost autobusového nádraží v Rungis: zajišťuje správu nemovitostí na tržnici v Rungis.[12]
- SEMMARIS (Société anonyme d’économie mixte d’aménagement et de gestion du marché d’intérêt national de Rungis) neboli Akciová smíšená ekonomická společnost správy tržnice národního zájmu v Rungis: zajišťuje logistiku tržnice v Rungis.[13]
- CENECA (Centre national des expositions et concours agricoles) neboli Národní centrum zemědělských výstav a soutěží: organizuje národní a mezinárodní výstavy týkající se zemědělství.
- SAEPOPB (Société anonyme d’exploitation du Palais omnisports de Paris-Bercy) neboli Akciová společnost pro využití Paláce sportů Paříž-Bercy: kompletně spravuje sportovní halu Paris-Bercy.[14]
- SETE (Société d'exploitation de la Tour Eiffel) neboli Společnost provozování Eiffelovy věže: spravuje Eifelovu věž, kterou vlastní město. Nahradila bývalou SNTE (Société nouvelle d’exploitation de la Tour Eiffel) neboli Nová společnost provozování Eiffelovy věže, jejíž koncese udělená v roce 1981 vypršela 31. prosince 2005 a proto pařížská rada 13. 12. 2005 rozhodla o její transformaci.[15]
- SAEMPF (Société anonyme d’économie mixte des pompes funèbres de la Ville de Paris) neboli Akciová smíšená ekonomická pohřební společnost města Paříže: zajišťuje pohřební služby a provozuje kremace.[16]
- SAEML-Parisienne de Photographie (Société anonyme d’économie mixte locale–Parisienne de Photographie) neboli Akciová smíšená ekonomická společnost-Pařížanka fotografie: uchovává, spravuje a zajišťuje výstavy a komerční využití fotografických a obrazových sbírek města Paříže.[17]